# Liste des spectacles de Broadway les plus anciens
 (avril 2025).
La mise en forme du texte ne suit pas les recommandations de Wikipédia : il faut le « wikifier ».
Les points d'amélioration suivants sont les cas les plus fréquents. Le détail des points à revoir est peut-être précisé sur la page de discussion.
- Les titres sont pré-formatés par le logiciel. Ils ne sont ni en capitales, ni en gras.
- Le texte ne doit pas être écrit en capitales (les noms de famille non plus), ni en gras, ni en italique, ni en « petit »…
- Le gras n'est utilisé que pour surligner le titre de l'article dans l'introduction, une seule fois.
- L'italique est rarement utilisé : mots en langue étrangère, titres d'œuvres, noms de bateaux, etc.
- Les citations ne sont pas en italique mais en corps de texte normal. Elles sont entourées par des guillemets français : « et ».
- Les listes à puces sont à éviter, des paragraphes rédigés étant largement préférés. Les tableaux sont à réserver à la présentation de données structurées (résultats, etc.).
- Les appels de note de bas de page (petits chiffres en exposant, introduits par l'outil «  Source ») sont à placer entre la fin de phrase et le point final[comme ça].
- Les liens internes (vers d'autres articles de Wikipédia) sont à choisir avec parcimonie. Créez des liens vers des articles approfondissant le sujet. Les termes génériques sans rapport avec le sujet sont à éviter, ainsi que les répétitions de liens vers un même terme.
- Les liens externes sont à placer uniquement dans une section « Liens externes », à la fin de l'article. Ces liens sont à choisir avec parcimonie suivant les règles définies. Si un lien sert de source à l'article, son insertion dans le texte est à faire par les notes de bas de page.
- La présentation des références doit suivre les conventions bibliographiques. Il est recommandé d'utiliser les modèles {{Ouvrage}}, {{Chapitre}}, {{Article}}, {{Lien web}} et/ou {{Bibliographie}}. Le mode d'édition visuel peut mettre en forme automatiquement les références.
- Insérer une infobox (cadre d'informations à droite) n'est pas obligatoire pour parachever la mise en page.

Pour une aide détaillée, merci de consulter Aide:Wikification.
Si vous pensez que ces points ont été résolus, vous pouvez retirer ce bandeau et améliorer la mise en forme d'un autre article.

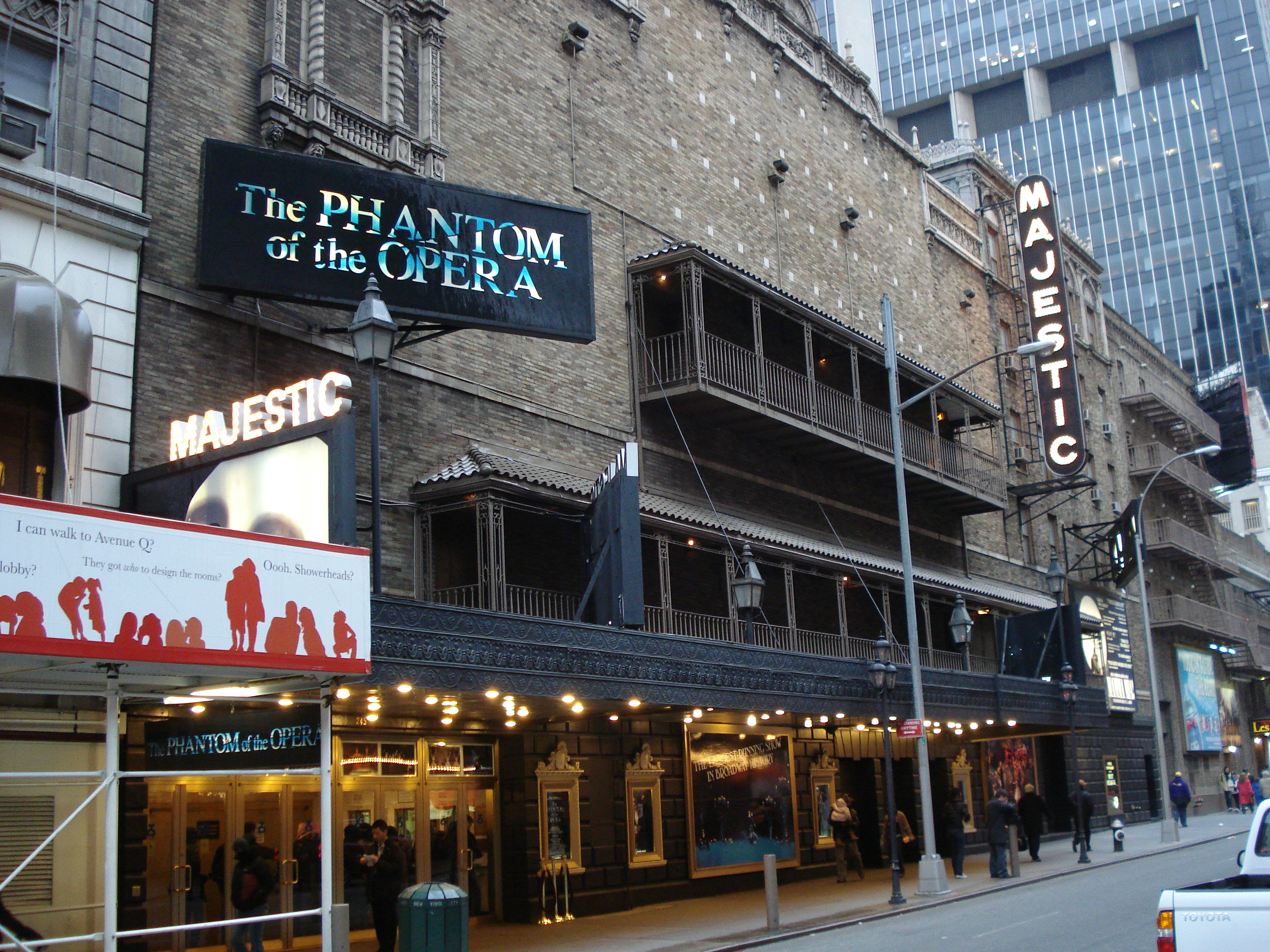
Le Fantôme de l'Opéra a été joué au Majestic Theatre de Broadway de 1988 à 2023.

Voici la liste des spectacles de Broadway avec 1 000 représentations ou plus, classés par nombre de représentations. Douze spectacles actuellement à l'affiche à Broadway comptent au moins 1 000 représentations : la réadaptation de Chicago de 1996, Le Roi Lion, Wicked, The Book of Mormon, Aladdin, Hamilton, Harry Potter et l'Enfant Maudit, Hadestown, Moulin Rouge ! , Six, MJ la comédie musicale et & Juliet.

## Liste
Sauf indication du contraire, le nombre de représentations indiqué correspond à la production originale de Broadway du spectacle. M désigne une comédie musicale, P désigne une pièce de théâtre, R désigne une revue, D désigne un spectacle de danse et S désigne un spectacle ou un événement spécial. Les titres en gras indiquent que le spectacle est actuellement toujours performé. Chiffres mis à jour jusqu'au 1 juin 2025.
| Rang | Titre                                            | Type | Performances | Date ouverture    | Date fermeture                                        | Prix | Informations additionnelles |
| ---- | ------------------------------------------------ | ---- | ------------ | ----------------- | ----------------------------------------------------- | --- | --- |
| 1    | The Phantom of the Opera                         | M    | 13,981       | 26 Janvier 1988   | 16 Avril 2023                                         | - 7 Tony Awards en 1988, dont Meilleure comédie musicale - 7 Drama Desk Awards en 1988 | - C'est la comédie musicale la plus longue de Broadway. - Première production de Broadway dont le nombre total de représentations augmente à chaque fois de 1 000 représentations supplémentaires, de 8 000+ à 13 000+. |
| 2    | Chicago (1996)                                   | M    | 11,225       | 14 Novembre 1996  |                                                       | - 6 Tony Awards en 1997, dont Meilleure reprise d'une comédie musicale - 6 Drama Desk Awards en 1997, dont Meilleure reprise d'une comédie musicale - Grammy Award du meilleur album de comédie musicale en 1998                                                              | - Actuellement à l'affiche à l'Ambassador Theatre (depuis 2003). - Le plus long spectacle et la plus longue comédie musicale de Broadway. - Le plus long spectacle et la plus longue reprise d'un comédie musicale de Broadway. - Production originale en 1975 (936 représentations) - Le spectacle le plus long à avoir été créé à Broadway. - Spectacle américain le plus long à Broadway. |
| 3    | Le Roi Lion                                      | M    | 10,849       | 13 Novembre 1997  |                                                       | - 6 Tony Awards en 1998, dont Meilleure comédie musicale - 8 Drama Desk Awards en 1998 - Grammy Award du meilleur album de comédie musicale en 1999 | - Actuellement à l'affiche au Minskoff Theatre (depuis 2006). - Le plus long spectacle de Walt Disney Theatrical Productions. - Le spectacle de Broadway le plus rentable de l'histoire. - Spectacle de Broadway le plus long mis en scène par une femme (Julie Taymor). |
| 4    | Wicked                                           | M    | 8,386        | 30 octobre 2003   |                                                       | - 3 Tony Awards en 2004 - 7 Drama Desk Awards en 2004, dont Meilleure comédie musicale - Grammy Award du meilleur album de comédie musicale en 2005 | - Actuellement à l'affiche au Gershwin Theatre (depuis l'ouverture) |
| 5    | Cats                                             | M    | 7,485        | 7 Octobre 1982    | 10 Septembre 2000                                     | - 7 Tony Awards in 1983, dont Meilleure comédie musicale - 3 Drama Desk Awards en 1983 - Grammy Award du meilleur album de comédie musicale en 1984 | - Première production à Broadway avec plus de 7 000 représentations. - Reprise en 2016 (593 représentations). |
| 6    | Les Misérables                                   | M    | 6,680        | 12 Mars 1987      | 18 Mai 2003                                           | - 8 Tony Awards en 1987, dont Meilleure comédie musicale - 5 Drama Desk Awards en 1987, dont Meilleure comédie musicale - Grammy Award du meilleur album de comédie musicale en 1988 et 1991                                                                                  | - Reprises en 2006 (463 représentations) et 2014 (1 024 représentations). |
| 7    | A Chorus Line                                    | M    | 6,137        | 25 Juillet 1975   | 28 Avril 1990                                         | - 9 Tony Awards in 1976, dont Meilleure comédie musicale - 5 Drama Desk Awards en 1976, dont Meilleure comédie musicale - Un Special Tony Award en 1984 pour être devenue la comédie musicale la plus longtemps jouée à Broadway - Prix Pulitzer de l'œuvre théâtrale en 1976 | - Première production à Broadway avec 4 000, 5 000 et plus de 6 000 représentations. - Reprise en 2006 (759 représentations). |
| 8    | Oh! Calcutta! (1976)                             | R    | 5,959        | 24 Septembre 1976 | 6 Aout 1989                                           | | - Production originale en 1969 (1 314 représentations). - Première reprise à égaler l'original pour plus de 1000 représentations. - La plus longue revue de Broadway. |
| 9    | Mamma Mia!                                       | M    | 5,758        | 18 Octobre 2001   | 12 Septembre 2015                                     | | - La "Comédie musicale juke-box" la plus longtemps jouée à Broadway - Reprise en 2025 |
| 10   | Beauty and the Beast                             | M    | 5,461        | 18 Avril 1994     | 29 Juillet 2007                                       | - Un Tony Award en 1994 | |
| 11   | The Book of Mormon                               | M    | 5,239        | 24 Mars 2011      |                                                       | - 9 Tony Awards en 2011, dont Meilleure comédie musicale - 5 Drama Desk Awards en 2011, dont Meilleure comédie musicale - Grammy Award du meilleur album de comédie musicale en 2012                                                                                          | - Actuellement à l'affiche à l'Eugene O'Neill Theatre (depuis l'ouverture) |
| 12   | Rent                                             | M    | 5,123        | 29 Avril 1996     | 7 Septembre 2008                                      | - 4 Tony Awards en 1996, dont Meilleure comédie musicale - 6 Drama Desk Awards en 1996, dont Meilleure comédie musicale - Prix Pulitzer de l'œuvre théâtrale en 1996 | |
| 13   | Jersey Boys                                      | M    | 4,642        | 6 Novembre 2005   | 15 Janvier 2017                                       | - 4 Tony Awards en 2006,dont Meilleure comédie musicale - 2 Drama Desk Awards en 2006 - Grammy Award du meilleur album de comédie musicale en 2006 | |
| 14   | Miss Saigon                                      | M    | 4,092        | 11 Avril 1991     | 28 Janvier 2001                                       | - 3 Tony Awards en 1991 - 4 Drama Desk Awards en 1991 | - Reprise en 2017 (340 représentations) |
| 15   | Aladdin                                          | M    | 4,013        | 20 Mars 2014      |                                                       | - Un Tony Award en 2014 - A Drama Desk Award en 2014 | - Actuellement à l'affiche au New Amsterdam Theatre (depuis l'ouverture) |
| 16   | 42nd Street                                      | M    | 3,486        | 25 Aout 1980      | 8 Janvier 1989                                        | - 2 Tony Awards en 1981, dont Meilleure comédie musicale - 2 Drama Desk Awards en 1981 | - Reprise en 2001 (1 524 représentations) |
| 17   | Hamilton                                         | M    | 3,453        | 6 Aout 2015       |                                                       | - 11 Tony Awards en 2016, dont Meilleure comédie musicale - Prix Pulitzer de l'œuvre théâtrale en 2016 - Grammy Award du meilleur album de comédie musicale en 2016 | - Actuellement à l'affiche au Richard Rodgers Theatre (depuis l'ouverture) - Plus grand nombre de nominations aux Tony Awards pour une production (16) |
| 18   | Grease                                           | M    | 3,388        | 14 Février 1972   | 13 Avril 1980                                         | - 2 Drama Desk Awards en 1972 | - Reprises en 1994 (1 505 représentations) et 2007 (554 représentations) |
| 19   | Fiddler on the Roof                              | M    | 3,242        | 22 Septembre 1964 | 2 Juillet 1972                                        | - 9 Tony Awards en 1965, dont Meilleure comédie musicale - Un Special Tony Award en 1972 pour être devenue la comédie musicale la plus longtemps jouée à Broadway | - Reprises en 1976 (167 représentations), 1981 (53 représentations), 1990 (241 représentations), 2004 (781 représentations) et 2015 (431 représentations). |
| 20   | Life with Father                                 | P    | 3,224        | 8 Novembre 1939   | 12 Juillet 1947                                       | | - La pièce de théâtre la plus longue de Broadway |
| 21   | Tobacco Road                                     | P    | 3,182        | 4 Décembre 1933   | 31 Mai 1941                                           | | - Première production à Broadway avec plus de 3 000 représentations - Reprises en 1942 (34 représentations), 1943 (66 représentations) et 1950 (7 représentations) |
| 22   | Hello, Dolly!                                    | M    | 2,844        | 16 Janvier 1964   | 27 Décembre 1970                                      | - 10 Tony Awards en 1964, dont Meilleure comédie musicale - Un Drama Desk Award en 1970 | - Reprises en 1975 (42 représentations), 1978 (147 représentations), 1995 (116 représentations) et 2017 (550 représentations). |
| 23   | My Fair Lady                                     | M    | 2,717        | 15 Mars 1956      | 29 Septembre 1962                                     | - 6 Tony Awards en 1957, dont Meilleure comédie musicale | - Reprises en 1976 (377 représentations), 1981 (120 représentations), 1993 (165 représentations) et 2018 (509 représentations). |
| 24   | Hairspray                                        | M    | 2,642        | 15 Aout 2002      | 4 Janvier 2009                                        | - 8 Tony Awards en 2003, dont Meilleure comédie musicale - 10 Drama Desk Awards en 2003, dont Meilleure comédie musicale - Grammy Award du meilleur album de comédie musicale en 2003                                                                                         | |
| 25   | Mary Poppins                                     | M    | 2,619        | 16 Novembre 2006  | 3 Mars 2013                                           | - Un Tony Award en 2007 - 2 Drama Desk Awards en 2007 | |
| 26   | Avenue Q                                         | M    | 2,534        | 31 Juillet 2003   | 13 Septembre 2009                                     | - 3 Tony Awards en 2004, dont Meilleure comédie musicale | - La production originale a été transférée Off-Broadway à New World Stages et a été jouée pendant 4 035 représentations supplémentaires, jusqu'à sa fermeture le 26 mai 2019. |
| 27   | Kinky Boots                                      | M    | 2,505        | 4 Avril 2013      | 7 Avril 2019                                          | - 6 Tony Awards en 2013, dont Meilleure comédie musicale - Un Drama Desk Award en 2013 - Grammy Award du meilleur album de comédie musicale en 2014 | |
| 28   | The Producers                                    | M    | 2,502        | 19 Avril 2001     | 22 Avril 2007                                         | - 12 Tony Awards en 2001, dont Meilleure comédie musicale - 11 Drama Desk Awards en 2001, dont Meilleure comédie musicale - Grammy Award du meilleur album de comédie musicale en 2002                                                                                        | - Elle détient actuellement le record de la production Broadway ayant remporté le plus grand nombre de Tony Award (12). |
| 29   | Beautiful: The Carole King Musical               | M    | 2,416        | 12 Janvier 2014   | 27 Octobre 2019                                       | - 2 Tony Awards en 2014 - 3 Drama Desk Awards en 2014 - Grammy Award du meilleur album de comédie musicale en 2015 | |
| 30   | Annie                                            | M    | 2,377        | 21 Avril 1977     | 2 Janvier 1983                                        | - 7 Tony Awards en 1977, dont Meilleure comédie musicale - 7 Drama Desk Awards en 1977, dont Meilleure comédie musicale - Grammy Award du meilleur album de comédie musicale en 1978                                                                                          | - Reprises en 1997 (239 représentations) et 2012 (487 représentations) |
| 30   | Cabaret (1998)                                   | M    | 2,377        | 19 Mars 1998      | 4 Janvier 2004                                        | - 4 Tony Awards en 1998, dont Meilleure reprise d'une comédie musicale - 3 Drama Desk Awards en 1998, dont Meilleure reprise d'une comédie musicale | - Production originale en 1966 (1 165 représentations) et reprises en 1987 (261 représentations), 2014 (388 représentations) et 2024 (464 représentations), Actuellement à l'affiche au August Wilson Theatre) |
| 32   | Man of La Mancha                                 | M    | 2,328        | 22 Novembre 1965  | 26 Juin 1971                                          | - 5 Tony Awards en 1966, dont Meilleure comédie musicale | - Reprises en 1972 (140 représentations), 1977 (124 représentations), 1992 (108 représentations) et 2002 (304 représentations). |
| 32   | Rock of Ages                                     | M    | 2,328        | 7 Avril 2009      | 18 Janvier 2015                                       | | |
| 34   | Abie's Irish Rose                                | P    | 2,327        | 23 Mai 1922       | 1er Octobre 1927                                      | | - Première production de Broadway avec plus de 2 000 représentations - Reprises en 1937 (46 représentations) et 1954 (20 représentations) |
| 35   | Harry Potter and the Cursed Child                | P    | 2,223        | 22 Avril 2018     |                                                       | - 6 Tony Awards en 2018, dont Meilleure pièce - 5 Drama Desk Awards en 2018 | - 'Actuellement à l'affiche au Lyric Theatre (depuis l'ouverture) |
| 36   | Oklahoma!                                        | M    | 2,212        | 31 Mars 1943      | 29 Mai 1948                                           | - Un Special Tony Award en 1993 pour le 50e anniversaire du spectacle | - Reprises en 1951 (100 représentations), 1953 (40 représentations), 1979 (293 représentations), 2002 (388 représentations) et 2019 (328 représentations). |
| 37   | Smokey Joe's Cafe                                | R    | 2,036        | 2 Mars 1995       | 16 Janvier 2000                                       | | - La plus longue revue musicale originale de Broadway. La revue musicale la plus longue, Oh! Calcutta!, était une reprise. |
| 38   | Pippin                                           | M    | 1,944        | 23 Octobre 1972   | 12 Juin 1977                                          | - 5 Tony Awards in en 1973 - 5 Drama Desk Awards en 1973 | - Reprise en 2013 (709 représentations) |
| 39   | South Pacific                                    | M    | 1,925        | 7 Avril 1949      | 16 Janvier 1954                                       | - 10 Tony Awards en 1950, dont Meilleure comédie musicale - Prix Pulitzer de l'œuvre théâtrale en 1950 | - Reprises en 1955 (15 représentations) et 2008 (996 représentations) - Record de la production de Broadway ayant remporté le plus grand nombre de Tony Award pendant 51 ans avec 10 victoires, jusqu'à ce qu'elle soit surpassée par The Producers, qui en a remporté 12. |
| 40   | Hadestown                                        | M    | 1,924        | 17 Avril 2019     |                                                       | - 8 Tony Awards en 2019, dont Meilleure comédie musicale - 4 Drama Desk Awards en 2019 - Grammy Award du meilleur album de comédie musicale en 2020 | - Actuellement à l'affiche au Walter Kerr Theatre (depuis l'ouverture) |
| 41   | The Magic Show                                   | M    | 1,920        | 28 Mai 1974       | 31 Décembre 1978                                      | | |
| 42   | Aida                                             | M    | 1,852        | 23 Mars 2000      | 5 Septembre 2004                                      | - 4 Tony Awards en 2000 - A Drama Desk Award en 2000 - Grammy Award du meilleur album de comédie musicale en 2001 | |
| 43   | Gemini                                           | P    | 1,819        | 21 Mars 1977      | 6 Septembre 1981                                      | | |
| 44   | Deathtrap                                        | P    | 1,793        | 26 Février 1978   | 13 Juin 1982                                          | | |
| 45   | Moulin Rouge!                                    | M    | 1,777        | 25 Juillet 2019   |                                                       | - 10 Tony Awards en 2020, dont Meilleure comédie musicale - 5 Drama Desk Awards en 2020 | - Actuellement à l'affiche au Al Hirschfeld Theatre (depuis l'ouverture) |
| 46   | Harvey                                           | P    | 1,775        | 1er Novembre 1944 | 15 Janvier 1949                                       | | - Reprise en 1970 (79 représentations) et 2012 (62 représentations) |
| 47   | Dancin'                                          | D    | 1,774        | 27 Mars 1978      | 27 Juin 1982                                          | - 2 Tony Awards en 1978 - 2 Drama Desk Awards en 1978 | - Reprise en 2023 (65 représentations) - La plus longue comédie musicale dansante de Broadway |
| 48   | La Cage aux Folles                               | M    | 1,761        | 21 Aout 1983      | 15 Novembre 1987                                      | - 6 Tony Awards en 1984, dont Meilleure comédie musicale - 3 Drama Desk Awards en 1984 | - Reprises en 2004 (229 représentations) et 2010 (433 représentations) |
| 49   | Hair                                             | M    | 1,750        | 29 Avril 1968     | 1er Juillet 1972                                      | - A Drama Desk Award in 1968 - Grammy Award du meilleur album de comédie musicale en 1969 | - Reprises en 1977 (43 représentations), 2004 (1 représentation pour la charité), 2009 (519 représentations) et 2011 (67 représentations). |
| 50   | Dear Evan Hansen                                 | M    | 1,672        | 4 Décembre 2016   | 18 Septembre 2022                                     | - 6 Tony Awards en 2017, dont Meilleure comédie musicale - Grammy Award du meilleur album de comédie musicale en 2018 | |
| 50   | The Wiz                                          | M    | 1,672        | 5 Janvier 1975    | 28 Janvier 1979                                       | - 7 Tony Awards en 1975, dont Meilleure comédie musicale - 5 Drama Desk Awards en 1975, dont Meilleure comédie musicale - Grammy Award du meilleur album de comédie musicale en 1976                                                                                          | - Reprises en 1984 (13 représentations) et 2024 (142 représentations) |
| 52   | Come from Away                                   | M    | 1,669        | 12 Mars 2017      | 2 Octobre 2022                                        | - Un Tony Award en 2017 - 3 Drama Desk Awards en 2017, dont Meilleure comédie musicale | |
| 53   | Born Yesterday                                   | P    | 1,642        | 4 Février 1946    | 31 Décembre 1949                                      | | - Reprises en 1989 (153 représentations) et 2011 (73 représentations) |
| 54   | Crazy for You                                    | M    | 1,622        | Modèle:Dts        | Modèle:Dts                                            | - 3 Tony Awards en 1992, dont Meilleure comédie musicale - 2 Drama Desk Awards en 1992, dont Meilleure comédie musicale | |
| 55   | Ain't Misbehavin'                                | R    | 1,604        | 9 Mai 1978        | 21 Février 1982                                       | - 3 Tony Awards en 1978, dont Meilleure comédie musicale - 3 Drama Desk Awards en 1978, dont Meilleure comédie musicale - Grammy Award du meilleur album de comédie musicale en 1979                                                                                          | - Reprise en 1988 (176 représentations) |
| 56   | The Best Little Whorehouse in Texas              | M    | 1,584        | 27 Mars 1982      | - 2 Tony Awards en 1979 - 3 Drama Desk Awards en 1978 | - Reprises en 1982 (63 représentations) et 2006 (1 représentation pourla charité) | |
| 57   | Spamalot                                         | M    | 1,575        | 17 Mars 2005      | 11 Janvier 2009                                       | - 3 Tony Awards en 2005, dont Meilleure comédie musicale - 3 Drama Desk Awards en 2005, dont Meilleure comédie musicale - Grammy Award du meilleur album de comédie musicale en 2006                                                                                          | - Reprise en 2023 (164 représentations) |
| 58   | Mary, Mary                                       | P    | 1,572        | 8 Mars 1961       | 12 Décembre 1964                                      | | |
| 59   | Evita                                            | M    | 1,567        | 25 Septembre 1979 | 26 Juin 1983                                          | - 7 Tony Awards en 1980, dont Meilleure comédie musicale - 6 Drama Desk Awards en 1980, dont Meilleure comédie musicale - Grammy Award du meilleur album de comédie musicale en 1981                                                                                          | - Reprise en 2012 (337 représentations) |
| 60   | The Voice of the Turtle                          | P    | 1,557        | 8 Décembre 1943   | 3 Janvier 1948                                        | | |
| 61   | Matilda the Musical                              | M    | 1,554        | 11 Avril 2013     | 1er Janvier 2017                                      | - 4 Tony Awards en 2013 - 5 Drama Desk Awards en 2013, dont Meilleure comédie musicale - Un Tony Honors for Excellence in Theatre en 2013 for the four original leading actresses                                                                                             | |
| 62   | Waitress                                         | M    | 1,544        | 24 Avril 2016     | 5 Janvier 2020                                        | - Un Drama Desk Award en 2016 | - Reprise en 2021 (122 représentations) |
| 63   | Jekyll & Hyde                                    | M    | 1,543        | 28 Avril 1997     | 7 Janvier 2001                                        | - 2 Drama Desk Awards en 1997 | - Reprise en 2013 (30 représentations) |
| 64   | Barefoot in the Park                             | P    | 1,530        | 23 Octobre 1963   | 25 Juin 1967                                          | - A Tony Award en 1964 | - Reprise en 2006 (109 représentations) |
| 65   | 42nd Street (2001)                               | M    | 1,524        | 2 Mai 2001        | 2 Janvier 2005                                        | - 2 Tony Awards en 2001, dont Meilleure reprise d'une comédie musicale - Un Drama Desk Award en 2001, Meilleure reprise d'une comédie musicale | - Production originale en 1980 (3 486 représentations) |
| 66   | Dreamgirls                                       | M    | 1,521        | 20 Décembre 1981  | 11 Aout 1985                                          | - 6 Tony Awards en 1982 - 4 Drama Desk Awards en 1982 - Grammy Award du meilleur album de comédie musicale en 1983 | - Reprises en 1987 (177 représentations) et en 2001 (1 représentation pour la charité) |
| 67   | Six                                              | M    | 1,514        | 3 Octobre 2021    |                                                       | - 2 Tony Awards en 2022 - 4 Drama Desk Awards en 2022 | - Actuellemnt à l'affiche au Lena Horne Theatre (depuis l'ouverture) |
| 68   | Mame                                             | M    | 1,508        | 24 Mai 1966       | 3 Janvier 1970                                        | - 3 Tony Awards en 1966 - Grammy Award du meilleur album de comédie musicale in 1967 | - Reprise en 1983 (41 représentations) |
| 69   | Grease (1994)                                    | M    | 1,505        | 11 Mai 1994       | 25 Janvier 1998                                       | | - Production originale en 1972 (3 388 représentations) et reprise en 2007 (554 représentations) |
| 70   | Same Time, Next Year                             | P    | 1,453        | 14 Mars 1975      | 3 Septembre 1978                                      | - A Tony Award en 1975 - 2 Drama Desk Awards en 1975, dont Meilleure pièce de théâtre | |
| 71   | Arsenic and Old Lace                             | P    | 1,444        | 10 Janvier 1941   | 17 Juin 1944                                          | | - Reprise en 1986 (221 représentations) |
| 72   | The Sound of Music                               | M    | 1,443        | 16 Novembre 1959  | 15 Juin 1963                                          | - 5 Tony Awards en 1960, dont Meilleure comédie musicale - Grammy Award du meilleur album de comédie musicale en 1961 | - Revival in 1998 (533 performances) |
| 73   | Me and My Girl                                   | M    | 1,420        | 31 Décembre 1989  | - 3 Tony Awards en 1987 - 5 Drama Desk Awards en 1987 | | |
| 74   | How to Succeed in Business Without Really Trying | M    | 1,417        | 14 Octobre 1961   | 6 Mars 1965                                           | - 7 Tony Awards en 1962, dont Meilleure comédie musicale - Prix Pulitzer de l'œuvre théâtrale en 1962 - Grammy Award du meilleur album de comédie musicale en 1962 | - Reprises en 1995 (548 représentations) et 2011 (473 représentations) |
| 75   | Hellzapoppin                                     | R    | 1,404        | 22 Septembre 1938 | 17 Décembre 1941                                      | | |
| 76   | MJ the Musical                                   | M    | 1,390        | 1er Février 2022  |                                                       | - 4 Tony Awards en 2022 - 2 Drama Desk Awards en 2022 | - Actuellemnt à l'affiche au Neil Simon Theatre (depuis l'ouverture) |
| 77   | The Music Man                                    | M    | 1,375        | 19 Décembre 1957  | 15 Avril 1961                                         | - 6 Tony Awards en 1958, dont Meilleure comédie musicale - Grammy Award du meilleur album de comédie musicale en 1959 | - Reprises en 1995 (548 représentations) et 2011 (473 représentations) |
| 78   | Funny Girl                                       | M    | 1,348        | 26 Mars 1964      | 1er Juillet 1967                                      | - Grammy Award du meilleur album de comédie musicale en 1965 | - Reprises en 2002 (1 représentation pour la charité) et 2022 (569 représentations) |
| 79   | Mummenschanz                                     | S    | 1,326        | 30 Mars 1977      | 20 Avril 1980                                         | | - L'émission spéciale la plus longue de Broadway |
| 80   | Oh! Calcutta!                                    | R    | 1,314        | 17 Juin 1969      | 12 Aout 1972                                          | | - Production originale - Reprise en 1976 (5 959 représentations) |
| 81   | Billy Elliot the Musical                         | M    | 1,312        | 13 Novembre 2008  | 8 Janvier 2012                                        | - 10 Tony Awards en 2009, dont Meilleure comédie musicale - 10 Drama Desk Awards en 2009, dont Meilleure comédie musicale | |
| 82   | School of Rock                                   | M    | 1,309        | 6 Décember 2015   | 20 Janvier 2019                                       | | |
| 83   | Movin' Out                                       | D    | 1,303        | 24 Octobre 2002   | 11 Décember 2005                                      | - 2 Tony Awards en 2003 - Un Drama Desk Award en 2003 | |
| 84   | Brighton Beach Memoirs                           | P    | 1,299        | 27 Mars 1983      | 11 Mai 1986                                           | - Un Tony Award en 1983 | - Reprise en 2009 (9 représentations) |
| 85   | Angel Street                                     | P    | 1,295        | 5 Décembre 1941   | 30 Décember 1944                                      | | - Reprises en 1948 (14 représentations) et en 1975 (52 représentations) |
| 86   | Lightnin'                                        | P    | 1,291        | 26 Aout 1918      | 27 Aout 1921                                          | | - Première production de Broadway avec plus de 1 000 représentations - Reprise en 1938 (54 représentations) |
| 87   | Promises, Promises                               | M    | 1,281        | 1er Décembre 1968 | 1er Janvier 1972                                      | - 2 Tony Awards en 1969 - 2 Drama Desk Awards en 1969 - Grammy Award du meilleur album de comédie musicale en 1970 | - Reprise en 2010 (289 représentations) |
| 88   | Le Roi et moi                                    | M    | 1,246        | 29 Mars 1951      | 20 Mars 1954                                          | - 5 Tony Awards en 1952, dont Meilleure comédie musicale | - Reprises en 1977 (695 représentations), 1985 (191 représentations), 1996 (780 représentations) et 2015 (499 représentations). |
| 89   | Cactus Flower                                    | P    | 1,234        | 8 Décembre 1965   | 23 Novembre 1968                                      | | |
| 90   | Sleuth                                           | P    | 1,222        | 12 November 1970  | 13 Octobre 1973                                       | - Un Tony Award en 1971, Meilleure pièce | |
| 90   | Torch Song Trilogy                               | P    | 1,222        | 10 Juin 1982      | 19 Mai 1985                                           | - 2 Tony Awards en 1983, dont Meilleure pièce - 2 Drama Desk Awards en 1983, dont Meilleure pièce de théâtre | - Reprise en 2018 (77 représentations) |
| 92   | 1776                                             | M    | 1,217        | 16 Mars 1969      | 13 Février 1972                                       | - 3 Tony Awards en 1969, dont Meilleure comédie musicale - 2 Drama Desk Awards en 1969 | - Reprises en 1997 (333 représentations) et 2022 (105 représentations) |
| 93   | Equus                                            | P    | 1,209        | 24 Octobre 1974   | 2 Octobre 1977                                        | - 2 Tony Awards en 1975, dont Meilleure pièce - 4 Drama Desk Awards en 1975, dont Meilleure pièce de théâtre | - Reprise en 2008 (156 représentations) |
| 94   | Sugar Babies                                     | R    | 1,208        | 8 Octobre 1979    | 28 Aout 1982                                          | | |
| 95   | Guys and Dolls                                   | M    | 1,200        | 24 Novembre 1950  | 28 Novembre 1953                                      | - 5 Tony Awards en 1951, dont Meilleure comédie musicale | - Reprises en 1955 (31 représentations), 1965 (15 représentations), 1976 (239 représentations), 1992 (1 143 représentations) et 2009 (121 représentations). |
| 96   | In the Heights                                   | M    | 1,184        | 9 Mars 2008       | 9 Janvier 2011                                        | - 4 Tony Awards en 2008, dont Meilleure comédie musicale - Grammy Award du meilleur album de comédie musicale en 2009 | |
| 97   | Amadeus                                          | P    | 1,181        | 17 Décembre 1980  | 16 Octobre 1983                                       | - 5 Tony Awards en 1981, dont Meilleure pièce - 3 Drama Desk Awards en 1981, dont Meilleure pièce de théâtre | - Reprise en 1999 (173 représentations) |
| 98   | Once                                             | M    | 1,168        | 18 Mars 2012      | 4 Janvier 2015                                        | - 8 Tony Awards en 2012, dont Meilleure comédie musicale - 4 Drama Desk Awards en 2012, dont Meilleure comédie musicale - Grammy Award du meilleur album de comédie musicale en 2013                                                                                          | |
| 99   | Cabaret                                          | M    | 1,165        | 20 Novembre 1966  | 6 Septembre 1969                                      | - 8 Tony Awards en 1967, dont Meilleure comédie musicale - Grammy Award for Best Score from an Original Cast Show Album en 1968 | - Reprises en 1987 (261 représentations), 1998 (2 377 représentations), 2014 (388 représentations) et 2024 (464 représentations), actuellement à l'affiche à l'August Wilson Theatre) |
| 99   | Memphis                                          | M    | 1,165        | 19 Octobre 2009   | 5 Aout 2012                                           | - 4 Tony Awards en 2010, dont Meilleure comédie musicale - 4 Drama Desk Awards en 2010, dont Meilleure comédie musicale | |
| 101  | Mister Roberts                                   | P    | 1,157        | 18 Février 1948   | 6 Janvier 1951                                        | - 5 Tony Awards en 1948, dont Meilleure pièce | |
| 102  | Annie Get Your Gun                               | M    | 1,147        | 16 Mai 1946       | 12 Février 1949                                       | | - Revivals in 1966 (78 performances) and 1999 (1,045 performances) - Oldest 1000+ original to be joined by 1000+ revival |
| 103  | Guys and Dolls (1992 revival)                    | M    | 1,143        | 14 Avril 1992     | 8 Janvier 1995                                        | - 4 Tony Awards en 1992, dont Meilleure reprise d'une comédie musicale - 7 Drama Desk Awards un 1992, dont Meilleure reprise d'une comédie musicale - Grammy Award du meilleur album de comédie musicale en 1993                                                              | - Production originale en 1950 (1 200 représentations) et reprises en 1955 (16 représentations), 1965 (15 représentations), 1976 (239 représentations) et 2009 (121 représentations). |
| 104  | The Seven Year Itch                              | P    | 1,141        | 20 Novembre 1952  | 13 Aout 1955                                          | - Un Tony Award en 1953 | |
| 105  | The 25th Annual Putnam County Spelling Bee       | M    | 1,136        | 2 Mai 2005        | 20 Janvier 2008                                       | - 2 Tony Awards en 2005 - 3 Drama Desk Awards en 2005 | |
| 106  | Bring in 'da Noise, Bring in 'da Funk            | D    | 1,135        | 25 Avril 1996     | 10 Janvier 1999                                       | - 4 Tony Awards en 1996 - 2 Drama Desk Awards en 1996 | |
| 107  | Butterflies Are Free                             | P    | 1,128        | 21 Octobre 1969   | 2 Juillet 1972                                        | - Un Tony Award en 1970 | |
| 108  | Pins and Needles                                 | R    | 1,108        | 27 Novembre 1937  | 22 Juin 1940                                          | | |
| 109  | Plaza Suite                                      | P    | 1,097        | 14 Février 1968   | 3 Octobre 1970                                        | - Un Tony Award en 1968 | - Reprise en 2022 (110 représentations) |
| 110  | Fosse                                            | D    | 1,093        | 14 Janvier 1999   | 15 Aout 2001                                          | - 3 Tony Awards en 1999, dont Meilleure comédie musicale - un Drama Desk Award en 1999 | |
| 111  | They're Playing Our Song                         | M    | 1,082        | 11 Février 1979   | 6 Septembre 1981                                      | | |
| 112  | Kiss Me, Kate                                    | M    | 1,077        | 30 Decembre 1948  | 28 Juillet 1951                                       | - 5 Tony Awards en 1949, dont Meilleure comédie musicale | - Reprises en 1952 (8 représentations), 1999 (881 représentations) et 2019 (125 représentations). - Premier spectacle à remporter le Tony Award de la meilleure comédie musicale. |
| 113  | Spider-Man: Turn Off the Dark                    | M    | 1,066        | 14 Juin 2011      | 4 Janvier 2014                                        | | - Production la plus chère de l'histoire de Broadway - La plus longue période d'avant-première de l'histoire de Broadway (182 avant-premières) |
| 114  | Don't Bother Me, I Can't Cope                    | R    | 1,065        | 19 Avril 1972     | 27 Octobre 1974                                       | - 2 Drama Desk Awards in 1972 - Grammy Award du meilleur album de comédie musicale en 1973 | |
| 115  | The Pajama Game                                  | M    | 1,063        | 13 Mai 1954       | 24 Novembre 1956                                      | - 3 Tony Awards en 1955, dont Meilleure comédie musicale | - Reprises en 1973 (65 représentations) et 2006 (129 représentations) |
| 116  | & Juliet                                         | M    | 1,061        | 17 Novembre 2022  |                                                       | | - Actuellement à l'affiche au Stephen Sondheim Theatre (depuis l'ouverture) |
| 117  | Shenandoah                                       | M    | 1,050        | 7 Janvier 1975    | 7 Aout 1977                                           | - 2 Tony Awards en 1975 - 2 Drama Desk Awards en 1975 | - Reprise en 1989 (32 représentations) |
| 118  | Annie Get Your Gun (1999 revival)                | M    | 1,045        | 4 Mars 1999       | 1er Septembre 2001                                    | - 2 Tony Awards en 1999, dont Meilleure reprise d'une comédie musicale - A Drama Desk Award in 1999 - A Special Drama Desk Award in 2001 for Reba McEntire - Grammy Award du meilleur album de comédie musicale en 2000                                                       | - Production originale en 1946 (1 147 représentations) et reprise en 1966 (78 représentations) |
| 119  | The Teahouse of the August Moon                  | P    | 1,027        | 15 Ocotbre 1953   | 24 Mars 1956                                          | - 3 Tony Awards en 1954, dont Meilleure pièce - Prix Pulitzer de l'œuvre théâtrale en 1954 | |
| 120  | Les Misérables (2014 revival)                    | M    | 1,024        | 23 Mars 2014      | 4 Septembre 2016                                      | | - Production originale en 1987 (6 680 représentations) et reprise en 2006 (463 représentations) |
| 121  | Damn Yankees                                     | M    | 1,019        | 5 Mai 1955        | 12 Ocotbre 1957                                       | - 7 Tony Awards en 1956, dont Meilleure comédie musicale | - Reprise en 1994 (533 représentations) |
| 122  | Grand Hotel                                      | M    | 1,017        | 12 Novembre 1989  | 25 Avril 1992                                         | - 5 Tony Awards en 1990 - 5 Drama Desk Awards en 1990 | |
| 123  | Contact                                          | D    | 1,010        | 30 Mars 2000      | 1er Septembre 2002                                    | - 4 Tony Awards en 2000, dont Meilleure comédie musicale - 4 Drama Desk Awards en 2000, dont Meilleure comédie musicale | |
| 124  | Never Too Late                                   | P    | 1,007        | 27 Novembre 1962  | 24 Avril 1965                                         | | |
| 125  | Beatlemania                                      | M    | 1,006        | 31 Mai 1977       | 17 Octobre 1979                                       | | |
| 126  | Big River                                        | M    | 1,005        | 15 Avril 1985     | 20 Septembre 1987                                     | - 7 Tony Awards en 1985, dont Meilleure comédie musicale - 7 Drama Desk Awards en 1985 | - Reprise en 2003 (67 représentations) |
| 127  | Newsies                                          | M    | 1,004        | 29 Mars 2012      | 24 Aout 2014                                          | - 2 Tony Awards en 2012 - 2 Drama Desk Awards en 2012 | |

## Chronologie des spectacles de Broadway les plus anciens
(avril 2025).

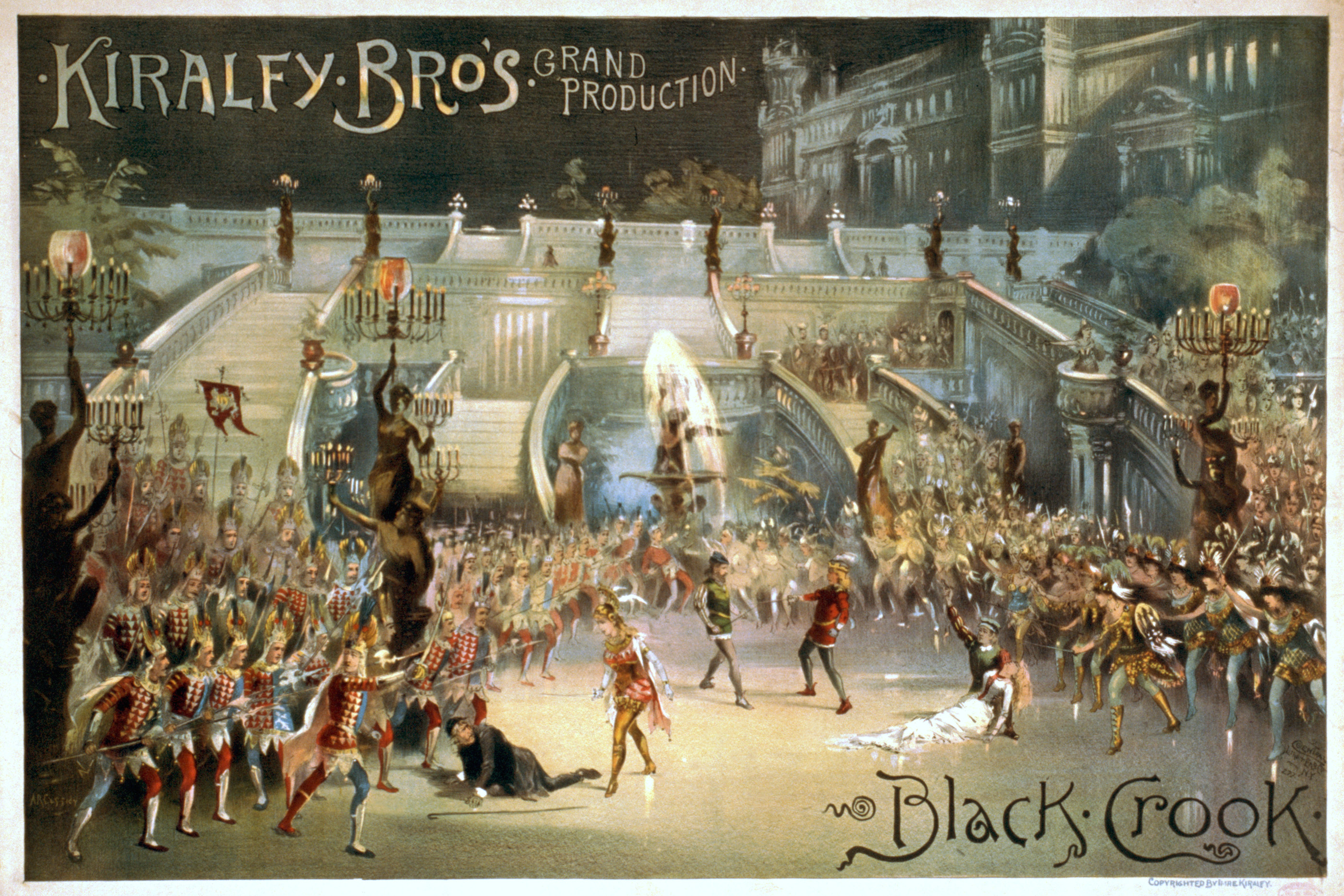
The Black Crook, qui a été joué de 1866 à 1868, a été le premier spectacle de Broadway à être joué pendant plus d'un an.

Il s'agit d'une liste de spectacles qui ont détenu le record de la plus longue durée de représentation (y compris les pièces de théâtre et les comédies musicales) à Broadway depuis 1853. Quelques-unes des pièces les plus jouées avant 1853 sont également répertoriées.
La réadaptation de la revue Oh! Calcutta!  en 1976 n'est pas incluse ci-dessous. Cette revue avait brièvement dépassé A Chorus Line comme le spectacle de Broadway ayant joué le plus de représentations, même si A Chorus Line avait ouvert plus d'un an plus tôt et était toujours à l'affiche. Oh ! Calcutta ! a obtenu cette distinction en jouant plus de huit représentations standard par semaine (ce qui est le standard à Broadway). A Chorus Line a repris le record du plus grand nombre de représentations après que Oh! Calcutta! ait fermé.
La comédie musicale off-Broadway la plus ancienne à ce jour est The Fantasticks (en), avec Jerry Orbach. Lorsqu'elle a fermé ses portes le 13 janvier 2002, elle avait été jouée pendant 42 ans avec 17 162 performances, ce qui en fait la comédie musicale la plus ancienne au monde. La comédie musicale actuellement la plus ancienne à Broadway est Le Fantôme de l'Opéra, qui a ouvert ses portes en 1988 et a été jouée pour la dernière fois en 2023.
M désigne une comédie musicale et P désigne une pièce de théâtre.
| Date première place | Titre                                                     | Type | Date d'ouverture  | Date de fermeture | Performances | Commentaires/Notes |
| ------------------- | --------------------------------------------------------- | ---- | ----------------- | ----------------- | ------------ | --- |
| 9 Janvier 2006      | The Phantom of the Opera                                  | M    | 26 Janvier 1988   | 16 Avril 2023     | 13,981       | - 7 Tony Awards en 1988, dont Meilleure comédie musicale - 7 Drama Desk Awards en 1988 - Le spectacle et la comédie musicale les plus anciens de Broadway |
| 19 Juin 1997        | Cats                                                      | M    | 7 Octobre 1982    | 10 Septembre 2000 | 7,485        | - 7 Tony Awards en 1983, dont Meilleure comédie musicale - 3 Drama Desk Awards en 1983 - Grammy Award du meilleur album de comédie musicale en 1984 - Reprise en 2016 (593 représentations) |
| 29 Septembre 1983   | A Chorus Line                                             | M    | 25 Juillet 1975   | 28 Avril 1990     | 6,137        | - 9 Tony Awards en 1976, dont Meilleure comédie musicale - 5 Drama Desk Awards en 1976, dont Meilleure comédie musicale - Un Special Tony Award en 1984 pour être devenue la plus longue comédie musicale de Broadway - Pulitzer Prize for Drama en 1976 - Reprise en 2006 (759 représentations) |
| 8 Décembre 1979     | Grease                                                    | M    | 14 Février 1972   | 13 Avril 1980     | 3,388        | - 2 Drama Desk Awards en 1972 - Reprises en 1994 (1 505 représentations) et 2007 (554 représentations) |
| 17 Juin 1972        | Un violon sur le toit                                     | M    | 22 Septembre 1964 | 2 Juillet 1972    | 3,242        | - Devenue la comédie musicale la plus longue en juillet 1971, avec 2 845 représentations, dépassant les 2 844 représentations de Hello, Dolly!. - 9 Tony Awards en 1965, dont Meilleure comédie musicale - Un Special Tony Award en 1972 pour être devenue la plus longue comédie musicale de Broadway - Reprises en 1976 (167 représentations), 1981 (53 représentations), 1990 (241 représentations), 2004 (781 représentations) et 2015 (431 représentations). |
| 14 Juin 1947        | Life with Father (en)                                     | P    | 8 Novembre 1939   | 12 Juillet 1947   | 3,224        | - La plus longue pièce de théâtre de Broadway. Commencée à l'Empire Theatre, elle a été déplacée au Bijou Theatre en 1945, et a fermé en 1947 à l'Alvin Theatre. |
| Juin 1939           | Tobacco Road (en)                                         | P    | 4 Décembre 1933   | 31 Mai 1941       | 3,182        | - Reprises en 1942 (34 représentations), 1943 (66 représentations) et 1950 (7 représentations). |
| 23 Mai 1925         | Abie's Irish Rose                                         | P    | 23 Mai 1923       | 1er Octobre 1927  | 2,327        | - Reprises en 1937 (46 représentations) et 1954 (20 représentations) |
| 17 Mars 1920,       | Lightnin'                                                 | P    | 26 Aout 1918      | 27 Aout 1921      | 1,291        | - Reprise en 1938 (54 représentations) |
| 22 Juin 1893        | A Trip to Chinatown                                       | M    | 9 Novembre 1891   | 7 Aout 1893       | 657          | |
| Décembre 1885       | Adonis                                                    | M    | 4 Septembre 1884  | 17 Avril 1886     | 603          | |
| Mai 1881            | Hazel Kirke                                               | P    | 4 Février, 1880   | 31 Mai 1881       | 486,         | - Le programme de la 250e représentation affirme que la pièce a dépassé le nombre de représentations consécutives de toute « pièce similaire » dans le pays lors de sa 238e représentation. |
| 5 Aout 1867         | The Black Crook                                           | M    | 12 Septembre 1866 | 4 Janvier 1868    | 474          | - Premier spectacle de Broadway à être présenté pendant plus d'un an. |
| 1853                | Uncle Tom's Cabin (Aiken version)                         | P    | 8 Aout1853        | 13 Mai 1854       | 325          | - Le spectacle est généralement considéré comme une pièce de théâtre, bien que certains aient soutenu qu'il s'agissait d'une comédie musicale. Joué au National Theatre. |
| 1850                | The Drunkard                                              | P    | 1850              | 7 Octobre 1850?   | 100          | - Depuis le 7 octobre 1850, la pièce a atteint 100 représentations consécutives à New York, la première pièce de théâtre à le faire au Barnum's American Museum. La première représentation en dehors de New York a lieu en 1844 au Boston Museum (théâtre). |
| 24 Septembre 1844   | Putnam, the Iron Son of '76                               | P    | 5 Aout 1844       | 2 Novembre 1844   | 78,          | - Au Bowery Theatre. Si Mazeppa a tenu 43 soirées en 1833 et constituait le précédent record, Putnam est devenu le plus joué lors de sa 44e représentation le 24 septembre 1844. |
| 1833                | Mazeppa, Or, The Wild Horse of Ukraine                    | P    | 22 Juillet 1833   | 9 Septembre 1833  | 43           | - Au Bowery Theatre avec l'aéronaute George Gale dans le rôle de Mazeppa,. |
| 1831                | The Elephant of Siam and the Fire Fiend by Samuel Beazley | P    | 10 Janvier 1831   | ?                 | 18           | - Au Bowery Theatre, la première saison sous la direction de Thomas S. Hamblin, qui adopte des mélodrames susceptibles de durer plus longtemps. "The Elephant of Siam" met en scène l'éléphante Mademoiselle D'Jeck, qui doit bien sûr être utilisée tant qu'elle est disponible. "The Water Witch", adaptation d'un roman de James Fenimore Cooper par Charles W. Taylor, créée le 10 mars 1831 au Bowery, a également été jouée pendant 18 représentations.     |

## Autres lectures
- Laufe, Abe. Anatomy of a Hit: Long-Run Plays on Broadway from 1900 to the Present Day. New York: Hawthorn Books, 1966.
- Schildcrout, Jordan. In the Long Run: A Cultural History of Broadway's Hit Plays. New York and London: Routledge, 2019.
- Sheward, David. It's a Hit!: The Back Stage Book of Longest-Running Broadway Shows, 1884 to the Present. New York: Back Stage Books, 1994